# 朱家璧
朱家璧（1910年11月—1992年10月27日），原名朱嘉弼，别名段井泉，云南省龙陵县象达乡朱家寨人。中华人民共和国政治人物、中国人民解放军少将。

## 生平
1930年考入黄埔军校武汉分校。1932年，并入黄埔军校南京分校，为第二总队学员。1938年，投奔瓦窑堡。1941年，经中共地下党安排，担任滇军第一旅二团营长、副团长、国民革命军第九十三军督训处主任和特务团团长。第二次国共内战期间，策反时任云南省政府主席的卢汉。中华人民共和国成立后，担任昆明警备司令部副司令员、云南省公安厅厅长、中国人民解放军第14军参谋长等职，1964年授少将军衔。文化大革命期间受到迫害。1978年，恢复云南省军区副司令员职位。1979年，升任云南省政协主席。1990年10月遇车祸负重伤，两年后去世。